# Death in the Land of Encantos
Pour plus de détails, voir Fiche technique et Distribution.
Death in the Land of Encantos (Kagadanan Sa Banwaan Ning Mga Engkanto) est un film philippin réalisé par Lav Diaz, sorti en 2007.
Il est présenté à la Mostra de Venise 2007 où il remporte le Prix Horizons – Mention spéciale.

## Synopsis
Le poète Benjamin Agusan retourne dans sa ville natale de Padang sur l'île de Sumatra après le passage du typhon Durian en 2006.

## Fiche technique
- Titre original : Kagadanan Sa Banwaan Ning Mga Engkanto
- Titre français : Death in the Land of Encantos
- Réalisation : Lav Diaz
- Scénario : Lav Diaz
- Pays d'origine : Philippines
- Format : Noir et blanc - MiniDV
- Genre : drame
- Durée : 540 minutes
- Date de sortie : 2007

## Distribution
- Roeder : Benjamin Agusan
- Angeli Bayani : Catalina
- Perry Dizon : Teodoro
- Dante Perez : Mang Claro / intervieweur
- Sophia Aves : Amalia
- Soliman Cruz : bourreau
- Gemma Cuenca : Carmen
- At Maculangan : père
- Jenny Guinto : Rosa
- Amalia Virtucio : Healer / Albularya
- Kalila Aguilos : psychiatre
- Juan Francisco Penaranda : Benjamin jeune
- Ashleigh Beatrice Penarada : Theresa jeune
- Jason Escobel : Kapre
- Benjamin B. Arienda Jr. : interviewé

## Prix
- 2007 : Prix Horizons – Mention spéciale à la Mostra de Venise 2007.